# Chetpet
Chetpet é uma panchayat (vila) no distrito de Tiruvanamalai , no estado indiano de Tamil Nadu.

## Demografia
Segundo o censo de 2001,  Chetpet  tinha uma população de 17,786 habitantes. Os indivíduos do sexo masculino constituem 50% da população e os do sexo feminino 50%. Chetpet tem uma taxa de literacia de 69%, superior à média nacional de 59.5%; with male literacy of 77% and female literacy of 61%. 10% da população está abaixo dos 6 anos de idade.